# Nekrolog 2. Quartal 1915
Nekrolog
◄◄
| ◄
| 1911
| 1912
| 1913
| 1914
| 1915 | 1916 | 1917 | 1918 | 1919 | ► | ►►
1. Quartal |
2. Quartal |
3. Quartal |
4. Quartal 1915
Weitere Ereignisse | Allgemeiner Nekrolog 1915
Die Beschreibung der verstorbenen Person sollte so kurz wie möglich gehalten sein und nur deren signifikante Tätigkeit(en) enthalten.
Neue Namen ggf. auch unter dem Geburts- und Sterbedatum, also etwa unter 1. Januar und im Geburts- und Sterbejahr (2024) eintragen (nur bei entsprechender großer Wichtigkeit). Für Beispiele siehe die schon vorhandenen Artikel.
Außerdem über die fünf zuletzt Verstorbenen, zu denen es einen ausreichend guten Artikel für eine Präsentation auf der Hauptseite gibt, nach der todesbedingten Überarbeitung der Artikel ggf. auch unter Wikipedia Diskussion:Hauptseite informieren und sie am besten auch in den anderen Wikipedia-Sprachversionen eintragen. Tipp: Regelmäßig bei news.google.de nach „ist tot“, „gestorben“ oder „verstorben“ suchen.
Wenn eine Person gestorben ist, gibt es viele Seiten zu dieser Person in der Wikipedia, die davon auch betroffen sind und entsprechend aktualisiert werden müssen. Beispiele: Namenübersichtsseite, Geburtsjahr, Geburtsort-Seiten und viele mehr.
Wie finde ich die betroffenen Seiten?
Im Suchfeld auf der linken Seite gibt man den Suchbegriff so ein: „Vorname Nachname“. Dann klickt man auf Volltext und alle Seiten mit entsprechendem Suchtext werden aufgerufen. Hier sieht man dann schnell, wo auch das Todesjahr Sinn macht oder sogar ein Teil des Artikels angepasst werden muss. Auch hilft das „Werkzeug“ auf der linken Seite sehr gut, um solche Seiten aufzufinden: „Links auf diese Seite“. Somit ist die Wikipedia wieder aktuell in allen Bereichen! Hinweis: bei Eintragung der Kategorie „Gestorben JAHR“ wird der Missbrauchsfilter 49 ausgelöst, was jedoch nicht schlimm ist. Siehe: Spezial:Missbrauchsfilter/49
Dies ist eine Liste von im zweiten Quartal 1915 verstorbenen bekannten Persönlichkeiten. Die Einträge erfolgen innerhalb der einzelnen Daten alphabetisch sortiert. Tiere sind im Nekrolog für Tiere zu finden.

## April
| Tag       | Name                              | Beruf, bekannt als | Alter | Beleg |
| --------- | --------------------------------- | --- | ----- | ----- |
| 1. April  | Johann Joseph Abert               | deutsch-böhmischer Komponist, Dirigent und Kontrabassist                                                                  | 82    |       |
| 1. April  | Johann Martin Flad                | deutscher Afrikamissionar                                                                                                 | 84    |       |
| 1. April  | Peter Joerres                     | deutscher Historiker und Heimatforscher                                                                                   | 77    |       |
| 1. April  | André Six                         | französischer Schwimmer                                                                                                   | 35    |       |
| 2. April  | William Joseph Hynes              | US-amerikanischer Politiker                                                                                               | 72    |       |
| 2. April  | Victor Mahl                       | britischer Luftfahrtpionier                                                                                               | 25    |       |
| 3. April  | Eduard Brenner                    | deutscher Prähistoriker                                                                                                   | 38    |       |
| 3. April  | Arthur Hussey                     | US-amerikanischer Golfer                                                                                                  | 33    |       |
| 3. April  | William Humphreys Jackson         | US-amerikanischer Politiker                                                                                               | 75    |       |
| 3. April  | Anton Lessing                     | deutsch-russischer Unternehmer                                                                                            | 74    |       |
| 3. April  | Jizchok Leib Perez                | jiddischer Schriftsteller                                                                                                 | 62    |       |
| 3. April  | Nadežda Petrović                  | serbische Malerin | 41    |       |
| 3. April  | Therese von Sachsen-Altenburg     | deutsche Prinzessin von Sachsen-Altenburg                                                                                 | 91    |       |
| 5. April  | Annie von Baudissin               | deutsche Schriftstellerin                                                                                                 | 47    |       |
| 5. April  | Emanuele Fergola                  | italienischer Astronom und Mathematiker                                                                                   | 84    |       |
| 5. April  | Johann Jakob von Metzen           | deutscher Reichsgerichtsrat                                                                                               | 63    |       |
| 6. April  | Curtis Guild                      | US-amerikanischer Politiker                                                                                               | 55    |       |
| 6. April  | Oskar Simony                      | österreichischer Mathematiker und Physiker                                                                                | 62    |       |
| 7. April  | Lothar Koch                       | deutscher Pädagoge | 54    |       |
| 7. April  | Franz Xaver von Pausinger         | österreichischer Landschafts- und Tiermaler                                                                               | 76    |       |
| 7. April  | Adolf von Tiedemann               | deutscher Offizier, Kolonialist und Publizist                                                                             | 50    |       |
| 8. April  | Franz Karcher                     | deutscher Unternehmer | 47    |       |
| 8. April  | Josef Maresch                     | österreichischer Architekt und Baumeister                                                                                 | 73    |       |
| 8. April  | Louis Pergaud                     | französischer Schriftsteller                                                                                              | 33    |       |
| 9. April  | Karl Bitter                       | österreichisch-US-amerikanischer Bildhauer                                                                                | 47    |       |
| 9. April  | Carl Ernst Forberg                | deutscher Maler, Kupferstecher und Radierer der Düsseldorfer Schule                                                       | 70    |       |
| 9. April  | Friedrich Loeffler                | deutscher Hygieniker und Bakteriologe                                                                                     | 62    |       |
| 9. April  | Gaston Méliès                     | französischer Filmregisseur und -produzent                                                                                | 63    |       |
| 9. April  | Thomas Playford II                | australischer Politiker, Bundessenator, Bundesminister, zweimaliger Premier von South Australia                           | 78    |       |
| 10. April | William Grylls Adams              | britischer Physiker | 79    |       |
| 10. April | Samuel Lomax                      | britischer Generalleutnant                                                                                                | 59    |       |
| 11. April | Hans Küstermann                   | deutscher Jurist | 41    |       |
| 11. April | Hans Rein                         | deutscher Elektroingenieur, Funkpionier                                                                                   | 35    |       |
| 11. April | Maria Catherina Swanenburg        | niederländische Serienmörderin                                                                                            | 75    |       |
| 12. April | Domenico Gnoli                    | italienischer Schriftsteller, Kunsthistoriker und Bibliothekar                                                            | 76    |       |
| 13. April | Pauline Arndt                     | niederdeutsche Schriftstellerin                                                                                           | 82    |       |
| 13. April | Robert Hertz                      | französischer Anthropologe und Soziologe                                                                                  |       |       |
| 13. April | Thomas Houseworth                 | US-amerikanischer Fotoverleger und Fotograf                                                                               | 86    |       |
| 14. April | Carl Friedrich Glasenapp          | russischer Staatsrat und Wagnerforscher                                                                                   | 67    |       |
| 14. April | Ferdinand Hirn                    | österreichischer Historiker                                                                                               | 39    |       |
| 14. April | Helene von Krause                 | deutsche Schriftstellerin                                                                                                 | 74    |       |
| 14. April | Hermann von Salza und Lichtenau   | deutscher Verwaltungsjurist, Rittergutsbesitzer und Reichstagsabgeordneter in Sachsen                                     | 85    |       |
| 15. April | Urban A. Woodbury                 | US-amerikanischer Politiker und Gouverneur des Bundesstaates Vermont (1894–1896)                                          | 76    |       |
| 16. April | Nelson W. Aldrich                 | US-amerikanischer Politiker                                                                                               | 73    |       |
| 16. April | Wilhelm Grabensee                 | Gestütsveterinär, später Landstallmeister in Celle                                                                        | 73    |       |
| 16. April | Gabriel Gustafson                 | schwedischer Archäologe                                                                                                   | 61    |       |
| 16. April | Friedrich Wilhelm Hauffe          | deutscher Politiker (DKP), MdR, MdL (Königreich Sachsen)                                                                  | 69    |       |
| 16. April | Jakob Friedrich Hottinger         | Schweizer Pfarrer und Politiker im Kanton Zürich                                                                          | 72    |       |
| 16. April | Oskar von Lindequist              | preußischer Offizier, zuletzt Generalfeldmarschall und Generaladjutant von Kaisers Wilhelm II.                            | 76    |       |
| 16. April | Richard Lydekker                  | englischer Paläontologe                                                                                                   | 65    |       |
| 16. April | Karl Weihenmaier                  | deutscher Verwaltungsbeamter                                                                                              | 51    |       |
| 17. April | Bruder Walfrid                    | irischer Mönch und Gründer des Celtic FC                                                                                  | 74    |       |
| 17. April | Floyd MacFarland                  | US-amerikanischer Radrennfahrer                                                                                           | 36    |       |
| 17. April | Philip Speakman Webb              | englischer Architekt | 84    |       |
| 17. April | Ludwig von Weise                  | deutscher Beigeordneter in Köln und Oberbürgermeister von Aachen                                                          | 86    |       |
| 18. April | Paul von Gans                     | deutscher Erfinder und Luftfahrtpionier                                                                                   | 48    |       |
| 18. April | Josef Lochmatter                  | Schweizer Bergsteiger-, Berg- und Skiführerpionier                                                                        | 42    |       |
| 18. April | Albert Wildauer                   | österreichischer katholischer Geistlicher, Abt von St. Georgenberg-Fiecht                                                 |       |       |
| 19. April | Károly Lovik                      | ungarischer Schriftsteller und Übersetzer                                                                                 | 41    |       |
| 20. April | Ludwig Friederichsen              | deutscher Kartograph und Verlagsbuchhändler                                                                               | 73    |       |
| 21. April | Abraham Berliner                  | jüdisch-deutscher Gelehrter und Historiker                                                                                | 81    |       |
| 21. April | John M. Faison                    | US-amerikanischer Politiker                                                                                               | 53    |       |
| 21. April | Adèle Hugo                        | französische Komponistin und Autorin                                                                                      | 84    |       |
| 22. April | Johannes Bernhard                 | deutscher evangelischer Geistlicher                                                                                       | 68    |       |
| 22. April | Maurice Gufflet                   | französischer Segler | 51    |       |
| 22. April | Eduard Kulenkamp                  | deutscher Jurist | 51    |       |
| 22. April | Luther Manship                    | US-amerikanischer Politiker                                                                                               | 62    |       |
| 22. April | Jane Sandanski                    | bulgarischer Freiheitskämpfer                                                                                             | 42    |       |
| 23. April | Benedetto Bonazzi                 | italienischer Geistlicher, Benediktinerabt, Gräzist und Erzbischof von Benevent                                           | 74    |       |
| 23. April | Rupert Brooke                     | englischer Poet | 27    |       |
| 23. April | James Duffy                       | kanadischer Leichtathlet                                                                                                  | 24    |       |
| 23. April | Paul von Ploetz                   | preußischer Gutsbesitzer und Politiker                                                                                    | 75    |       |
| 23. April | René de Saint-Marceaux            | französischer Bildhauer                                                                                                   | 69    |       |
| 24. April | Erich Harnack                     | deutscher Pharmakologe und Hochschullehrer                                                                                | 62    |       |
| 24. April | Theodor Raspe                     | deutscher Historiker, Denkmalpfleger und Museumsdirektor                                                                  | 35    |       |
| 24. April | Dora Schlatter                    | Schweizer Pädagogin und Schriftstellerin                                                                                  | 59    |       |
| 24. April | Geoffrey Taylor                   | kanadischer Ruderer | 25    |       |
| 24. April | Daniel Waruschan                  | armenischer Dichter | 31    |       |
| 25. April | Johannes Conrad                   | deutscher Nationalökonom                                                                                                  | 76    |       |
| 25. April | Nicola D’Arienzo                  | italienischer Komponist, Musikschriftsteller und Musikpädagoge                                                            | 72    |       |
| 25. April | Oskar Dähnhardt                   | deutscher Germanist und Altphilologe                                                                                      | 44    |       |
| 25. April | Ludwig Hans Fischer               | österreichischer Landschaftsmaler, Grafiker, Archäologe und Ethnologe                                                     | 67    |       |
| 25. April | Edward Larkin                     | australischer Rugby-Union-Spieler, Rugby-League-Funktionär und Politiker                                                  | 35    |       |
| 25. April | Gilchrist Maclagan                | britischer Ruderer | 35    |       |
| 25. April | Friedrich Müller der Ältere       | evangelischer Bischof und Historiker in Siebenbürgen                                                                      | 86    |       |
| 25. April | Pierre Rousselot                  | französischer Jesuit, Philosoph, Theologe                                                                                 | 36    |       |
| 25. April | Carl August Scherre               | deutscher Gutsbesitzer, Amtsvorsteher und Politiker, MdR                                                                  | 75    |       |
| 25. April | Ernst Staengel                    | deutscher Konditor und Firmengründer (Eszet)                                                                              | 87    |       |
| 26. April | William Anderson                  | britischer Sprinter und Mittelstreckenläufer                                                                              | 37    |       |
| 26. April | John Bunny                        | US-amerikanischer Schauspieler                                                                                            | 51    |       |
| 26. April | Charles Doughty-Wylie             | britischer Berufsoffizier und Diplomat                                                                                    | 46    |       |
| 26. April | Archibald Koe                     | britischer Berufsoffizier im Rang eines Oberstleutnants                                                                   | 50    |       |
| 26. April | Ernst Meumann                     | deutscher Experimentalpsychologe                                                                                          | 52    |       |
| 26. April | Joseph Patrick Nannetti           | irischer Politiker, Mitglied des House of Commons                                                                         |       |       |
| 27. April | Heinrich Hagenmeyer               | Pfarrer und Kreuzzugsforscher                                                                                             | 81    |       |
| 27. April | Karl König                        | österreichischer Architekt und Hochschullehrer                                                                            | 73    |       |
| 27. April | Alexander Nikolajewitsch Skrjabin | russischer Pianist und Komponist                                                                                          | 43    |       |
| 28. April | Giuseppe Cairati                  | italienischer Musiker und Dirigent                                                                                        | 69    |       |
| 28. April | Konstantyn Czechowicz             | ukrainischer griechisch-katholischer Bischof                                                                              | 68    |       |
| 28. April | Alexei Petrowitsch Malzew         | russisch-orthodoxer Erzpriester, Theologe, Übersetzer und Gründer der Bruderschaft des heiligen Fürsten Wladimir Bratstwo | 61    |       |
| 29. April | Henry Bowen                       | US-amerikanischer Politiker                                                                                               | 73    |       |
| 29. April | Salvador Viniegra                 | spanischer Historienmaler und Kunstmäzen                                                                                  | 52    |       |
| 30. April | Walter Bissegger                  | Schweizer Politiker (FDP)                                                                                                 | 61    |       |
| 30. April | Leonhard von Bonhorst             | sozialdemokratischer Politiker                                                                                            | 74    |       |
| 30. April | Charles Walter De Vis             | britisch-australischer Geistlicher, Zoologe und Museumsdirektor                                                           | 85    |       |
| 30. April | Alhard von Drach                  | deutscher Mathematiker und Denkmalpfleger                                                                                 | 75    |       |
| 30. April | Max Landau                        | österreichischer Anatom                                                                                                   | 28    |       |
| 30. April | Jakob Stilling                    | deutscher Augenarzt | 72    |       |
|           | Heinrich Baucke                   | deutscher Bildhauer |       |       |
|           | Carl Lehmann                      | deutscher Arzt | 49    |       |

## Mai
| Tag     | Name                                       | Beruf, bekannt als | Alter | Beleg |
| ------- | ------------------------------------------ | --- | ----- | ----- |
| 1. Mai  | Hermann Schoemann                          | deutscher Marineoffizier, zuletzt Kapitänleutnant im Ersten Weltkrieg                                                                | 34    |       |
| 2. Mai  | Clara Immerwahr                            | deutsche Frauenrechtlerin und zweite Frau mit Doktorwürde in Deutschland; Ehefrau von Fritz Haber                                    | 44    |       |
| 2. Mai  | Charles E. Littlefield                     | US-amerikanischer Politiker | 63    |       |
| 2. Mai  | Ernst von Philipsborn                      | deutscher Verwaltungsbeamter | 61    |       |
| 3. Mai  | Adolf von Berlichingen                     | deutscher katholischer Theologe, Jesuit, Schriftsteller, Philologe, Naturwissenschaftler und Arzt                                    | 74    |       |
| 3. Mai  | Joseph A. Goulden                          | US-amerikanischer Politiker | 70    |       |
| 3. Mai  | Franz Hofer                                | österreichischer Maler und Grafiker                                                                                                  | 29    |       |
| 3. Mai  | Friedrich von Kölichen                     | deutscher Rittergutsbesitzer und Parlamentarier                                                                                      | 70    |       |
| 3. Mai  | Richard Johann Schubert                    | österreichischer Geologe und Paläontologe                                                                                            | 38    |       |
| 4. Mai  | William Richard Gowers                     | britischer Neurologe | 70    |       |
| 4. Mai  | Karl von Kielmansegg                       | österreichischer Politiker | 79    |       |
| 4. Mai  | Ernst von Treskow                          | deutscher Diplomat | 70    |       |
| 4. Mai  | Paul Heinrich Trummer                      | deutscher Kaufmann und Siegelsammler                                                                                                 | 53    |       |
| 5. Mai  | Sigmund Aschrott                           | Industrieller und Immobilieninvestor                                                                                                 | 88    |       |
| 5. Mai  | Josef Englisch                             | österreichischer Urologe und Chirurg                                                                                                 | 80    |       |
| 5. Mai  | Adolf von Koenen                           | deutscher Geologe und Paläontologe                                                                                                   | 78    |       |
| 5. Mai  | Anton Hansen                               | norwegischer Radrennfahrer | 28    |       |
| 5. Mai  | Carl Rudolph                               | deutscher Verwaltungsjurist | 74    |       |
| 5. Mai  | Jay Webber Seaver                          | US-amerikanischer Mediziner und Pionier der Anthropometrie                                                                           | 60    |       |
| 6. Mai  | Hans Kopp                                  | Ingenieur, Unternehmer, Abgeordneter im Bayerischen Landtag                                                                          | 68    |       |
| 6. Mai  | Tom Watson                                 | englischer Fußballtrainer | 56    |       |
| 7. Mai  | Lindon Bates                               | US-amerikanischer Kommunalpolitiker, Ingenieur und Autor                                                                             | 31    |       |
| 7. Mai  | Albert Bilicke                             | US-amerikanischer Hoteleigentümer, Immobilienmakler, Investor und Bauunternehmer                                                     | 53    |       |
| 7. Mai  | Paul Crompton                              | britischer Unternehmer und Reeder | 43    |       |
| 7. Mai  | Marie Depage                               | belgische Diplomatin | 42    |       |
| 7. Mai  | Valentino Del Fabbro                       | italienischer Handwerker und Unternehmer in Bad Kissingen                                                                            | 48    |       |
| 7. Mai  | Justus Forman                              | US-amerikanischer Schriftsteller und ein am Broadway aktiver Bühnenautor                                                             | 39    |       |
| 7. Mai  | Charles Frohman                            | US-amerikanischer Theaterdirektor und Produzent                                                                                      | 58    |       |
| 7. Mai  | Elbert Hubbard                             | amerikanischer Schriftsteller, Essayist, Philosoph und Verleger                                                                      | 58    |       |
| 7. Mai  | Carrie Kennedy                             | US-amerikanische Modeschöpferin | 52    |       |
| 7. Mai  | Charles Klein                              | englischer Theaterautor, der in den USA arbeitete                                                                                    | 48    |       |
| 7. Mai  | Hugh Lane                                  | irischer Kunstsammler und Kunsthändler                                                                                               | 39    |       |
| 7. Mai  | Basil Maturin                              | irischer Geistlicher und Autor | 68    |       |
| 7. Mai  | Alice Moore Hubbard                        | US-amerikanische Frauenrechtsaktivistin und Schriftstellerin                                                                         | 53    |       |
| 7. Mai  | Frederick Pearson                          | US-amerikanischer Ingenieur und Unternehmer                                                                                          | 53    |       |
| 7. Mai  | Charles Plamondon                          | US-amerikanischer Unternehmer und Industrieller                                                                                      | 58    |       |
| 7. Mai  | Anne Shymer                                | US-amerikanische Chemikerin und Präsidentin der United States Chemical Company                                                       | 35    |       |
| 7. Mai  | Frances Stephens                           | kanadische Philanthropin schottischer Abstammung und eine prominente Dame der Gesellschaft von Montreal                              | 64    |       |
| 7. Mai  | Alfred Gwynne Vanderbilt                   | US-amerikanischer Unternehmer und Mitglied der US-amerikanischen Vanderbilt-Familie                                                  | 37    |       |
| 7. Mai  | Lothrop Withington                         | US-amerikanischer Stammbaumforscher, Historiker und Herausgeber von Fachliteratur                                                    | 59    |       |
| 8. Mai  | Theodor Dependorf                          | deutscher Zahnarzt und Hochschullehrer                                                                                               | 44    |       |
| 8. Mai  | J. Floyd King                              | US-amerikanischer Politiker | 73    |       |
| 8. Mai  | Jeremiah Norman Williams                   | US-amerikanischer Rechtsanwalt und Politiker                                                                                         | 85    |       |
| 8. Mai  | Frederick Augustus Woodard                 | US-amerikanischer Politiker | 61    |       |
| 9. Mai  | Charles Henry Colton                       | US-amerikanischer Geistlicher, Bischof von Buffalo                                                                                   | 66    |       |
| 9. Mai  | Friedrich Elz                              | deutscher Theologe und Abgeordneter                                                                                                  | 67    |       |
| 9. Mai  | François Faber                             | luxemburgischer Radrennfahrer | 28    |       |
| 9. Mai  | Johann Gedrat                              | deutscher Schwimmlehrer und Teilnehmer an den Olympischen Spielen 1912                                                               | 32    |       |
| 9. Mai  | Henry Goldsmith                            | britischer Ruderer | 29    |       |
| 9. Mai  | Heinrich Humann                            | deutscher Landwirt und Politiker (Zentrum), MdR                                                                                      | 77    |       |
| 9. Mai  | Anton Adolf Christoph Sprecher von Bernegg | deutscher Reichsgerichtsrat | 65    |       |
| 9. Mai  | Heinrich Stollwerck                        | deutscher Unternehmer und Erfinder                                                                                                   | 71    |       |
| 9. Mai  | Anthony Wilding                            | neuseeländischer Tennisspieler | 31    |       |
| 10. Mai | Karl Lamprecht                             | deutscher Historiker | 59    |       |
| 10. Mai | Albert Weisgerber                          | deutscher Maler und Grafiker | 37    |       |
| 11. Mai | Jens Birkholm                              | dänischer Maler | 45    |       |
| 11. Mai | Walter Bud                                 | deutscher Maler und Grafiker | 24    |       |
| 11. Mai | Aksel Steen                                | norwegischer Meteorologe | 65    |       |
| 12. Mai | George A. Bagley                           | US-amerikanischer Jurist und Politiker                                                                                               | 88    |       |
| 12. Mai | Heinrich Fritsch                           | deutscher Gynäkologe und Hochschullehrer in Breslau und Bonn                                                                         | 70    |       |
| 12. Mai | Georg Heeger                               | deutscher Lehrer, Musikwissenschaftler, Heimatforscher, Politiker, MdL und Botaniker                                                 | 58    |       |
| 12. Mai | Wilhelm Werner                             | deutscher Geodät | 64    |       |
| 13. Mai | Morgan Crofton                             | irischer Mathematiker | 88    |       |
| 13. Mai | Matko Mandić                               | Politiker, Geistlicher und Publizist, der sich in der kroatischen und slowenischen Nationalbewegung in Istrien und Triest engagierte | 65    |       |
| 14. Mai | Louise-Marguerite Claret de la Touche      | Salesianerin und Mystikerin, Gründerin des Bethanien des Herzen Jesu                                                                 | 47    |       |
| 14. Mai | Herman Donners                             | belgischer Wasserballspieler | 26    |       |
| 14. Mai | Wilhelm Oswald Lohse                       | deutscher Astronom | 70    |       |
| 14. Mai | Walter Moberly                             | britisch-kanadischer Ingenieur und Entdecker                                                                                         | 82    |       |
| 14. Mai | Wilhelm Müller                             | deutscher Landwirt und Politiker (DRP), MdR                                                                                          | 85    |       |
| 15. Mai | Oskar Frenzel                              | deutscher Tier- und Landschaftsmaler                                                                                                 | 59    |       |
| 15. Mai | Franz von Handel                           | preußischer Kaufmann und Abgeordneter                                                                                                |       |       |
| 15. Mai | August Junkermann                          | deutscher Hof-Schauspieler | 82    |       |
| 16. Mai | August Reinhardt                           | deutscher Maler in Weimar | 84    |       |
| 17. Mai | Albert von Derschau                        | preußischer Generalmajor | 73    |       |
| 17. Mai | Hermann Knackfuß                           | deutscher Maler | 66    |       |
| 17. Mai | Richard Wünsch                             | deutscher Klassischer Philologe und Religionswissenschaftler                                                                         | 45    |       |
| 18. Mai | William Throsby Bridges                    | australischer Artillerieoffizier und Divisionskommandeur                                                                             | 54    |       |
| 18. Mai | Wendelin Foerster                          | böhmisch-österreichischer Romanist                                                                                                   | 71    |       |
| 18. Mai | Edvard Holm                                | Historiker | 82    |       |
| 18. Mai | Josef Ulmer                                | deutscher Schneider und Politiker (SPD)                                                                                              | 71    |       |
| 18. Mai | Alfred von Wurzbach                        | österreichischer Beamter und Kunsthistoriker                                                                                         | 68    |       |
| 19. Mai | Alexandra Nikititschna Annenskaja          | russische Schriftstellerin | 74    |       |
| 19. Mai | Amos W. Barber                             | US-amerikanischer Politiker | 54    |       |
| 19. Mai | Paula Dürrnberger                          | österreichische Pianistin und Klavierpädagogin                                                                                       | 61    |       |
| 19. Mai | Frigyes Weicz                              | ungarischer Fußballspieler |       |       |
| 19. Mai | Hans Wilhelm Zanders                       | deutscher Unternehmer | 53    |       |
| 20. Mai | Charles Francis Adams, Jr.                 | US-amerikanischer Brevet-Brigadegeneral und Unternehmer                                                                              | 79    |       |
| 20. Mai | Nikolai Ottowitsch von Essen               | Admiral der kaiserlich-russischen Marine, Marinereformer und Oberbefehlshaber der Baltischen Flotte                                  | 54    |       |
| 20. Mai | Carl Klönne                                | deutscher Bankier | 64    |       |
| 21. Mai | Joseph Grant Beale                         | US-amerikanischer Politiker | 76    |       |
| 21. Mai | Max Buri                                   | Schweizer Maler | 46    |       |
| 21. Mai | Knud Knudsen                               | norwegischer Pomologe und Landschaftsfotograf                                                                                        | 83    |       |
| 21. Mai | Oramandal Smith                            | US-amerikanischer Lehrer und Politiker                                                                                               | 82    |       |
| 21. Mai | Walter Turszinsky                          | deutscher Schriftsteller, Journalist und Drehbuchautor                                                                               |       |       |
| 22. Mai | Eduard Fischer von Röslerstamm             | österreichischer Journalist und Autographensammler                                                                                   | 66    |       |
| 23. Mai | Pierre-Émile Martin                        | französischer Hüttentechniker | 90    |       |
| 23. Mai | Hugo Müller                                | deutsch-englischer Chemiker | 81    |       |
| 24. Mai | Mari Beyleryan                             | armenische feministische Aktivistin und Schriftstellerin                                                                             | 38    |       |
| 24. Mai | John Condon                                | jüngster Gefallener der Alliierten im Ersten Weltkrieg                                                                               |       |       |
| 24. Mai | Rudolf von Türcke                          | deutscher Landschaftsmaler | 76    |       |
| 25. Mai | Enrique Bertrix                            | chilenischer Maler | 19    |       |
| 25. Mai | Friedrich Mühlberg                         | Schweizer Geologe | 75    |       |
| 25. Mai | Eduard Sonnenburg                          | deutscher Chirurg und Hochschullehrer                                                                                                | 66    |       |
| 26. Mai | Emil Lask                                  | österreichischer Philosoph | 39    |       |
| 28. Mai | Philipp Hille                              | deutscher Geistlicher und Politiker (Zentrum), MdR                                                                                   | 52    |       |
| 28. Mai | Johann Lachmayr                            | österreichischer Orgelbauer | 65    |       |
| 29. Mai | Julius von Bodenhausen                     | deutscher Politiker und Mitglied des Reichstages                                                                                     | 74    |       |
| 29. Mai | Henry Leeke                                | britischer Kugelstoßer, Hammer-, Speer- und Diskuswerfer                                                                             | 35    |       |
| 29. Mai | John G. McCullough                         | US-amerikanischer Politiker | 79    |       |
| 29. Mai | Max Siber                                  | preußischer Generalmajor | 55    |       |
| 30. Mai | Marcelo Azcárraga Palmero                  | Ministerpräsident von Spanien | 82    |       |
| 31. Mai | John White Alexander                       | US-amerikanischer Maler und Illustrator                                                                                              | 58    |       |
| 31. Mai | Heinrich Burkowitz                         | deutscher Sprinter | 23    |       |
| 31. Mai | Arthur Herbert Church                      | britischer Autor, Maler | 80    |       |
| 31. Mai | Richard Reverdy                            | deutscher Bauingenieur und Beamter                                                                                                   | 64    |       |
| 31. Mai | Victor Child Villiers, 7. Earl of Jersey   | britischer Politiker | 70    |       |

## Juni
| Tag      | Name                                 | Beruf, bekannt als                                                                                           | Alter | Beleg |
| -------- | ------------------------------------ | --- | ----- | ----- |
| 2. Juni  | Jules Bourdais                       | französischer Architekt                                                                                      | 80    |       |
| 2. Juni  | Botho Sigwart zu Eulenburg           | deutscher Komponist                                                                                          | 31    |       |
| 2. Juni  | Marcel Haëntjens                     | französischer Krocketspieler und Reiter                                                                      | 45    |       |
| 2. Juni  | Friedrich Ohnesorge                  | deutscher Lehrer und Heimatforscher                                                                          | 80    |       |
| 2. Juni  | Leopold Sax                          | österreichischer Fußball-Nationalspieler                                                                     |       |       |
| 2. Juni  | Louis Tiercelin                      | französischer Lyriker und Dramatiker                                                                         |       |       |
| 2. Juni  | Ludwig Tobler                        | Schweizer Pädiater                                                                                           | 38    |       |
| 3. Juni  | Ernst Kräuter                        | badischer Landtagsabgeordneter                                                                               | 60    |       |
| 3. Juni  | Richard Küch                         | deutscher Physiker und Chemiker                                                                              | 54    |       |
| 4. Juni  | Theophiel Coopman                    | flämischer Dichter                                                                                           | 62    |       |
| 4. Juni  | Władysław Marconi                    | polnischer Architekt und Denkmalschützer                                                                     | 67    |       |
| 4. Juni  | Richard Bowen Woosnam                | britischer Soldat, Naturforscher und Wildhüter                                                               | 34    |       |
| 5. Juni  | Henri Gaudier-Brzeska                | französischer Bildhauer                                                                                      | 23    |       |
| 5. Juni  | Leo Herzberg-Fränkel                 | österreichischer Schriftsteller und Journalist                                                               | 87    |       |
| 5. Juni  | Arnold Marggraff                     | deutscher Kommunalpolitiker, Stadtrat in Berlin und Leiter der Kanalisationsdeputation                       | 81    |       |
| 7. Juni  | Oswald Carver                        | britischer Ruderer                                                                                           | 28    |       |
| 7. Juni  | Otto van der Haegen                  | deutscher Offizier                                                                                           |       |       |
| 7. Juni  | Paul Mauk                            | jüngster Kriegsfreiwilliger im Ersten Weltkrieg                                                              | 14    |       |
| 8. Juni  | Friedrich von Carmer                 | deutscher Rittergutsbesitzer und Politiker, MdR                                                              | 65    |       |
| 8. Juni  | Carl Schmidt                         | deutscher Kaufmann, Bürgermeister und Politiker (NLP), MdR                                                   | 64    |       |
| 8. Juni  | Marie-Rose Astié de Valsayre         | französische Musikerin und Feministin                                                                        | 68    |       |
| 9. Juni  | John Macvicar Anderson               | schottischer Architekt und Maler                                                                             | 79    |       |
| 9. Juni  | Theodor Brieger                      | deutscher evangelischer Theologe                                                                             | 73    |       |
| 9. Juni  | Hugo Glanz von Eicha                 | österreichischer Handelsminister                                                                             | 66    |       |
| 9. Juni  | Hugo Hermes                          | deutscher Kaufmann und Politiker (DHP), MdR                                                                  | 78    |       |
| 10. Juni | Reinhard Bérard                      | deutscher Buchdrucker und Politiker                                                                          | 73    |       |
| 10. Juni | Harvey Butler Fergusson              | US-amerikanischer Politiker                                                                                  | 66    |       |
| 10. Juni | Jenő Hégner-Tóth                     | ungarischer Wasserballspieler und Schwimmer                                                                  | 23    |       |
| 10. Juni | Heinrich Landis                      | Schweizer Kaufmann und Politiker (Liberale Partei, FDP)                                                      | 81    |       |
| 10. Juni | Antonín Popp                         | tschechischer Bildhauer                                                                                      | 64    |       |
| 10. Juni | Vicente Zurrón                       | spanischer Pianist und Komponist                                                                             | 44    |       |
| 11. Juni | Joseph Dippel                        | deutscher Theologe und Autor                                                                                 | 75    |       |
| 11. Juni | Friedrich Gravenhorst                | deutscher Straßenbautechniker                                                                                | 80    |       |
| 11. Juni | Ignatius Maloyan                     | Bischof von Mardin                                                                                           | 46    |       |
| 11. Juni | Oskar Pollak                         | österreichischer Kunsthistoriker                                                                             | 31    |       |
| 11. Juni | Pietro Regazzi                       | Schweizer Anwalt und Politiker                                                                               | 77    |       |
| 11. Juni | Eduard Riecke                        | deutscher Experimentalphysiker                                                                               | 69    |       |
| 12. Juni | Józef Brandt                         | polnischer Maler                                                                                             | 74    |       |
| 12. Juni | Josef Willroider                     | österreichischer Maler                                                                                       | 76    |       |
| 13. Juni | Friedrich Neubronn von Eisenburg     | badischer Richter und Politiker                                                                              | 76    |       |
| 14. Juni | Georg Mickler                        | deutscher Leichtathlet und Olympiateilnehmer                                                                 | 22    |       |
| 14. Juni | Julius Sckell                        | Großherzoglich Sächsischer Garteninspektor im Belvedere bei Weimar                                           | 86    |       |
| 15. Juni | Nathaniel Barnaby                    | britischer Ingenieur                                                                                         | 86    |       |
| 15. Juni | Hans Dülfer                          | deutscher Bergsteiger                                                                                        | 23    |       |
| 15. Juni | Edmund Friedrich Gustav von Heyking  | deutscher Diplomat                                                                                           | 65    |       |
| 15. Juni | Harutiun Jangülian                   | armenischer Geschichtswissenschaftler, politischer Aktivist und Mitglied der Armenischen Nationalversammlung |       |       |
| 15. Juni | Louis-Philippe Adélard Langevin      | kanadischer Geistlicher, Erzbischof von Saint-Boniface                                                       | 59    |       |
| 15. Juni | Konstantin Konstantinowitsch Romanow | russischer Adeliger, Dichter und Dramatiker                                                                  | 56    |       |
| 15. Juni | Charles Simon                        | französischer Sportler und Fußballfunktionär                                                                 | 32    |       |
| 16. Juni | Lüder Arenhold                       | deutscher Marinemaler                                                                                        | 61    |       |
| 16. Juni | Johannes Biermann                    | deutscher Zivilrechtler                                                                                      | 52    |       |
| 17. Juni | Thomas Jordan Jarvis                 | US-amerikanischer Politiker                                                                                  | 79    |       |
| 17. Juni | Anna Meißner                         | deutsche Theaterschauspielerin                                                                               | 61    |       |
| 17. Juni | Reginald Alexander John Warneford    | Offizier der Royal Naval Air Service (RNAS)                                                                  | 23    |       |
| 17. Juni | Thomas D. West                       | US-amerikanischer Eisengießer, Unternehmer und Autor                                                         | 63    |       |
| 18. Juni | Richard Körner                       | österreichischer Oberstleutnant                                                                              | 41    |       |
| 19. Juni | Paul von Bojanowski                  | deutscher Bibliothekar, Schriftsteller und Politiker, MdR                                                    | 81    |       |
| 19. Juni | Benjamin F. Isherwood                | US-amerikanischer Eisenbahn- und Schiffbauingenieur                                                          | 92    |       |
| 19. Juni | Sergei Iwanowitsch Tanejew           | russischer Komponist                                                                                         | 58    |       |
| 20. Juni | William S. Cowherd                   | US-amerikanischer Politiker                                                                                  | 54    |       |
| 20. Juni | George Fairbairn                     | britischer Ruderer                                                                                           | 26    |       |
| 20. Juni | Josef I.                             | bulgarischer Prälat, Politiker, Exarch und Oberhaupt der bulgarisch-orthodoxen Kirche                        | 75    |       |
| 20. Juni | Marita Loersch                       | deutsch-französische karitativ tätige Frau und Gründungsmitglied mehrerer katholischer Frauenvereine         | 61    |       |
| 20. Juni | William H. Rand                      | US-amerikanischer Kartenverleger                                                                             | 87    |       |
| 20. Juni | Emil Rathenau                        | deutscher Maschinenbauingenieur und Unternehmer                                                              | 76    |       |
| 20. Juni | Carl Otto Selbach                    | deutscher Politiker                                                                                          | 71    |       |
| 20. Juni | Tlgadintsi                           | armenischer Schriftsteller und Lehrer                                                                        |       |       |
| 22. Juni | Alfred Schliz                        | deutscher Arzt und Anthropologe                                                                              | 65    |       |
| 23. Juni | Ashour Yousef                        | Opfer des Völkermords an den Aramäern                                                                        |       |       |
| 23. Juni | Þorgils Gjallandi                    | isländischer Schriftsteller                                                                                  | 64    |       |
| 24. Juni | Victor Sigismund von Oertzen         | deutscher Offizier, Gutsbesitzer und Verwaltungsjurist                                                       | 71    |       |
| 25. Juni | Frederick Manson Bailey              | australischer Botaniker                                                                                      | 88    |       |
| 25. Juni | Rafael Joseffy                       | ungarischer Pianist und Musikpädagoge                                                                        | 62    |       |
| 26. Juni | Friedrich Gustav Gauß                | deutscher Geodät                                                                                             | 86    |       |
| 27. Juni | Reinhold Grohmann                    | deutscher Maler                                                                                              | 37    |       |
| 27. Juni | William von Hassell                  | hannoverscher Offizier, Historiker und Landschaftsrat                                                        | 81    |       |
| 27. Juni | Robert Jäger                         | österreichischer Geologe und Paläontologe                                                                    | 24    |       |
| 27. Juni | Helen McNicoll                       | kanadische Malerin des Impressionismus                                                                       |       |       |
| 27. Juni | Albert Prager                        | österreichischer Politiker, Journalist                                                                       | 73    |       |
| 28. Juni | Guillermo Billinghurst               | peruanischer Politiker, Präsident von Peru (1912–1915)                                                       | 63    |       |
| 28. Juni | Karl Kraepelin                       | deutscher Biologe und Direktor des Naturhistorischen Museums in Hamburg                                      | 66    |       |
| 28. Juni | Victor Trumper                       | australischer Cricketspieler                                                                                 | 37    |       |
| 29. Juni | Jeremiah O’Donovan Rossa             | irischer Agitator                                                                                            | 83    |       |
|          | Garegin Chaschak                     | armenischer Journalist, Schriftsteller, Lehrer und politischer Aktivist                                      | 47    |       |
|          | Haxhi Qamili                         | albanischer Revolutionär                                                                                     |       |       |
|          | Addai Scher                          | Orientalist und Bischof der Chaldäisch-Katholischen Kirche                                                   | 48    |       |